# 阿部成章
阿部 成章（あべ しげあき、1947年9月22日（77歳） - ）は、山形県鶴岡市出身の元バスケットボール選手である。山形県加茂水産高校、日本体育大学卒業。ポジションはガード。

## 来歴
加茂水産高校から日本体育大学を経て、日本鉱業に入社。
入社一年目の第4回日本リーグでは、MVPこそ日本鋼管の谷口正朋に譲ったが、ベスト5・新人王・得点王とタイトルを総なめした。その時に手が届かなかったMVPも日本鉱業の日本リーグ初優勝時（第4回）に獲得している。日本リーグのベスト5は第4回大会から第8回大会まで5年連続獲得している。
全日本としてミュンヘンとモントリオールの五輪2大会に出場、モントリオールでは主将を務め、準決勝リーグのプエルトリコ戦で34点を叩き出した。これは現在でもバスケットボール男子日本代表のオリンピック最高得点である。
日本体育大学から実業団の強豪チームへ入社した第一号であり、これ以降日本体育大学の選手が実業団チーム入りするようになった。プレーヤーとして秀でていたことに加え、多くのプレーヤーの範となった。日本リーグの第一号外国人選手だったジェローム・フリーマン（松下電器）が、『月刊バスケットボール』のインタビューで「日本人選手で一番好きな選手は阿部さん」と発言している。
引退後はコーチ・ヘッドコーチなどを歴任。
ポジションについては「ガード」という記述もあるが、単にガードというよりは、NBAでいうピート・マラビッチ的な選手であり、現在ではコンボガードあるいはスウィングマンにあたる。当時所属の日本鉱業でも「ガード」という枠では使っていない。

## 脚註
1. ↑  “男子日本代表オリンピック全戦績”. 2015年3月25日閲覧。